# Wiehengebirge
Wiehengebirge er en lav bjergkæde i de tyske Mittelgebirge og en del af Weserbergland på grænsen af delstaterne Niedersachsen og Nordrhein-Westfalen. De ligger  øst-vest begyndende ved floden Weser i nærheden af Minden og strækker sig til egnen ved Osnabrück.
Det højeste punkt er Heidbrink i nærheden af Lübbecke med en højde på 320 meter. Wiehengebirge er de nordligste mittelgebirge i Tyskland
52°15′N 8°30′Ø / 52.250°N 8.500°Ø
- Wikimedia Commons har flere filer relateret til Wiehengebirge